# 三木殺人事件
三木殺人事件（みきさつじんじけん）は、2004年（平成16年）9月30日に、兵庫県三木市で発生した強盗殺人事件。未解決事件となっている。

## 概要
2004年（平成16年）9月30日午後8時40分頃、兵庫県三木市志染町広野の住宅で、住人である77歳の女性が両手手足をロープで縛られた上に口に粘着テープを張られて窒息死しているのを、女性の息子が帰宅して発見した。被害者宅1階にあるタンスには荒らされた形跡があった。
事件が発生した住宅ではこの数週間前にも作業着姿の男性二人が侵入する事件が発生したが、この時は殺害された女性が室内にいたため、何も盗まずに終わったという。

## 捜査
2023年時点まで、兵庫県警察は延べ2万8000人もの警察官.捜査員を投入して捜索に当たっているが、犯人は見つかっていない。2023年9月までの1年間の情報提供は0件となり、「事件の風化」が捜査の障害として指摘されている。2021年9月や2023年9月には、現場に近い神戸電鉄粟生線志染駅前で兵庫県警察が情報提供を呼びかけるビラを配布した。